# Carl-Theodor Schütz
Carl-Theodor Schütz (* 11. April 1907 in Mayen; † 26. März 1985 in Köln), auch: Karl-Theodor Schütz, Carl Theodor Schütz und Carl Schütz, war ein deutscher Jurist, Kriminalrat, Referatsleiter bei der Staatspolizeistelle Trier (Stapo), Abteilungsleiter bei der Sicherheitspolizei (SiPo) und des SD in Rom, Mitarbeiter der Organisation Gehlen (OG) und des Bundesnachrichtendienstes (BND).

## Schule, Studium, NSDAP, SA und SS
Als Sohn eines Besitzers einer Grube besuchte Schütz von 1913 an die Volksschule und danach die Oberrealschule in Mayen. Im Jahre 1923 war er auf dem Gymnasium in Koblenz, dann bis 1926 in Oberkassel. Es folgte ein Studium der Rechts- und Staatswissenschaften an den Universitäten von Bonn, Köln, Marburg und München.
In der Weimarer Republik orientierte sich Schütz rechtsnational und wurde 1923 bis 1924 Angehöriger des Freikorps Rhein-Ruhr. Dem Stahlhelm als Bund der Frontsoldaten gehörte er von 1928 bis 1930 an. Im Jahre 1930 trat er in die SA ein. Anfang 1931 (oder 1932) wurde er Mitglied der NSDAP. Im Oktober 1931 trat er in die SS ein und stieg dort bis zum Hauptsturmführer auf. Die Prüfung zum ersten juristischen Staatsexamen legte er am Oberlandesgericht Köln im Februar 1932 ab.

## Erste Jahre im Nationalsozialismus
Danach begann Schütz’ juristische Laufbahn im Staatsdienst als Rechtsreferendar beim Amtsgericht Andernach, dann beim Landgericht Koblenz. Nachdem Oberscharführer Schütz mit SS-Kameraden 1933 eines Nachts stark alkoholisiert mehrere Wohnungen politischer Gegner gestürmt und die wehrlosen Bewohner, darunter auch Frauen, brutal misshandelt hatte, wurde er zu einer zweijährigen Haftstrafe verurteilt und musste den Staatsdienst verlassen. Nach der Haftentlassung im Zuge einer Amnestie wurde er im August 1934 bei der 5. SS-Standarte im SS-Sturmbann 8/I in Koblenz hauptamtlich tätig.  Als Rechtsanwalt hatte er sich zuletzt in Mayen betätigt. Ab Oktober hatte er die gleiche Position beim SS-Sturmbann 8/II in Trier.
In Trier wurde er auch Mitglied der Gestapo in der Staatspolizeistelle, wo er ab dem 1. September 1934 bis Ende März 1935 Aufgaben auf dem Gebiet der Presse- und Wirtschaftsangelegenheiten übernahm. Es folgte ein Lehrgang auf der Führerschule der SiPo und des SD in Berlin-Charlottenburg, wonach er im Dezember 1935 zum Kriminalkommissar ernannt wurde. Danach leitete er das Referat der Spionageabwehr bis Juni 1939 bei der Stapo Trier. Sein Vorgesetzter war in dieser Zeit der Chef der Staapo-Leitstelle SS-Obersturmbannführer Dr. Josef Kreuzer. Mit Beginn des Zweiten Weltkrieges kam Schütz nach Ottweiler zum Kommissariat Grenzsicherung als Abteilungsleiter der Spionageabwehr.

## Zweiter Weltkrieg
Am deutschen Überfall auf Polen nahm er im September 1939 als Angehöriger des Einsatzkommandos 2/VI unter dem Befehl von Erich Naumann und Gerhard Flesch teil. Die Einsatzgruppen erschossen im Rahmen eines Geheimbefehls Adolf Hitlers 60.000 bis 80.000 Menschen in Polen. 1939 war er bei der Spionageabwehr in Lodsch im besetzten Polen tätig. Im Mai 1940 besuchte Schütz den I. Koloniallehrgang in Berlin.
Nach einem Aufenthalt in Tivoli vom 11. November 1940 bis zum 20. Dezember 1940 auf der dortigen italienischen Kolonialschule war er bis März 1942 Leiter der Abt.III, Stapo-Trier im Rahmen der Spionageabwehr und wurde anschließend zum Reichssicherheitshauptamt (RSHA) in das Amt VI (Kultur) in Berlin abkommandiert. Vom 24. August 1942 bis zum 14. Oktober 1942 wurde er an die Ostfront nach Woroschilowsk in die Ukraine zum OKW I G (Oberkommando Wehrmacht) kommandiert. Beim SS-Brigadeführer Wilhelm Harster in Bozen sollte er ab September 1943 eine Aufgabe für Neapel übernehmen. Da sich dort die Frontlage zuspitzte, kam er am 21. September 1943 nach Rom als Abteilungsleiter für die Bereiche IV und V der SiPo und des SD beim Befehlshaber der Sicherheitspolizei und des Sicherheitsdienstes (BdS) in Italien. Unterstellt war er hier dem Kommandeur der Sicherheitspolizei und des Sicherheitsdienstes (KdS) in Rom, Herbert Kappler.
Beim Massaker in den Ardeatinischen Höhlen am 24. März 1944 kommandierte Schütz die Erschießungskommandos. Gemeinsam mit anderen höheren Offizieren der SS, darunter Kappler, Karl Hass, Hans Clemens und Erich Priebke, bildete Schütz die ersten Kommandos und richtete die ersten zwölf Opfer eigenhändig hin. Priebke bezeichnete in seinem Strafprozess 1996 Schütz als Haupttäter des Massakers, der ihn entlasten könne. So habe Schütz die Teilnehmer des Exekutionskommandos mit dem Tode bedroht, sollten sie sich weigern, die Geiseln zu exekutieren. Wer nicht schießen wolle, solle sich gleich neben die zu Exekutierenden stellen. Diese Aussage Priebkes wurde allerdings weder von Schütz noch von einem SD-Angehörigen, der sich zunächst weigerte, an der Erschießung teilzunehmen, bestätigt. Zudem räumte Kappler später ein, der „Befehlsnotstand“ sei aus prozeßtaktischen Gründen „geschaffen“ worden.
Im Juli 1944 übernahm Schütz Aufgaben der SiPo und des SD in Forlì. Im November 1944 sollte er als Kommandeur und Kriminalrat Aufgaben der SiPo und des SD in Meran und Bozen übernehmen, was allerdings durch einen Lazarett-Aufenthalt (Herzkrankheit) eingeschränkt wurde.

## Gefangenschaft und Tätigkeit in der Organisation Gehlen
Gegen Kriegsende Ende April 1945 flüchtete Schütz über die Alpen und geriet im Juli 1945 für einen Tag in das Gefangenenlager der US-Armee bei Fürstenfeldbruck. Dann tauchte er mit dem Namen Hans-Karl Schäringer unter und betätigte sich als Hilfsarbeiter und Versicherungsvertreter. Ab März 1950 nahm er wieder seine wahre Identität an und kam nach Köln, wo er als Angestellter arbeitete. Im November 1950 wurde Schütz als Mitläufer entnazifiziert. In Trier besuchte ihn der V-Mann Johannes Clemens mit der Kennung 2665 der Organisation Gehlen (OG), den Schütz aus seiner Kriegszeit in Italien kannte. Bei einer erneuten Zusammenkunft am 18. Mai 1952 teilte ihm Clemens mit, dass die OG für den Abwehrdienst Fachleute suche. Schütz erklärte sich sofort bereit, wieder auf seinem alten Gebiet der Spionageabwehr tätig zu werden. Schon am 1. Juli 1952 wurde er von der Organisation angestellt und übernahm die Leitung der  sogenannten Untervertretung Rhein-Ruhr mit Sitz in Düsseldorf. Laut anderer Quellen befand sich die Außenstelle in Essen. Im Zusammenhang mit den Gründungsverhandlungen des Bundesnachrichtendienstes forderte Konrad Adenauer im August 1952 über den damaligen Ministerialdirigenten Hans Globke die Personalakte und anderweitige Unterlagen über Schütz an, was aber von Reinhard Gehlen mit der Begründung abgelehnt wurde, diese Unterlagen befänden sich bei den Briten in London.
Die Untervertretung Rhein/Ruhr in Düsseldorf, Königsallee wurde unter Schütz’ Leitung später nach Stuttgart, Werastraße 63 als Untervertretung Württemberg verlegt. In der OG hatte er den Decknamen Carl Schuster. Im Oktober 1954 erhielt die Central Intelligence Agency Informationen, dass Heinz Felfe und Schütz ein Sicherheitsrisiko in der OG seien. Diese Information hatte jedoch weder für Felfe noch für Schütz erkennbare Folgen. Denn im Jahre 1956 wurde er vom BND übernommen und kam nach Köln als Außenstellenleiter unter dem Decknamen Scherhack. Er erwarb in dieser Stellung gute Beurteilungen, so von General Erich Brandenburger und Oberstleutnant Oscar Reile.

## Kündigung im BND
Schütz war überrascht, als er am 27. November 1963 nach Pullach im Isartal in die BND-Zentrale einbestellt wurde, wo er mehrere Stunden über seine Tätigkeiten im NS-Regime befragt wurde. Als man ihm vorwarf, seine Dienste bei der Gestapo und beim Einsatzkommando in Polen verheimlicht zu haben, widersprach er und führte an, bei Felfe und dem Leiter der Generalvertretung L (GV-L) der Organisation Gehlen Alfred Benzinger in Karlsruhe alle diese Tätigkeiten genannt zu haben. Seine Daten der Dienstlaufbahn im NS-Regime hatte im Jahre 1952 der Leiter der Generalvertretung in Darmstadt Ludwig Albert erstellt, der im Jahre 1955 als Agent des KGB enttarnt wurde. Offensichtlich nahm er an, durch seine Bekanntschaft mit Felfe und Clemens nicht mehr als tragbar für den BND erachtet worden zu sein. Von der Aufgabe der Organisationseinheit 85 hatte er keine Kenntnisse. Die Unterredung endete damit, dass ihm seine Kündigung zum 30. Juni 1964 überreicht wurde.
Gegen diese Kündigung prozessierte er vor dem Arbeitsgericht München. In einem Vergleich vom 30. Januar 1967 sollte sein Dienstverhältnis am 30. November 1966 enden, wobei er noch eine Abfindung von 70.000 DM erhielt. Da er in der Zwischenzeit von zwei Jahren kein Gehalt mehr erhalten hatte und über keine Barmittel mehr verfügte, musste er allerdings zuvor sein Haus verkaufen.